# Keith Masefield
Keith Masefield (Birmingham, 26 de fevereiro de 1957) é um ex-futebolista inglês que atuava como zagueiro.

## Carreira
Masefield foi revelado e teve seus primeiros anos no profissional junto ao Aston Villa, mas teve poucas chances. Transferiu-se para o futebol holandês, com uma longa e vitoriosa passagem pelo HFC Haarlem, sendo um dos atletas que mais atuou pelo clube.

## Títulos
- Eredivisie (1): 1980-1981